# Kang Sang-jae
Kang Sang-jae (강상재?; Daegu, 31 dicembre 1994) è un cestista sudcoreano.